# Anatot
Anatot (hebräisch עֲנָתוֹת ‘ǎnātôt / עֲנָתֹת ‘ǎnātot) ist eine biblisch erwähnte Stadt im Gebiet Benjamins nordöstlich von Jerusalem.

## Name
Der Name besteht aus der Bezeichnung der Göttin „Anat“ und dem Suffix „-ot“, was normalerweise eine Plural-Endung ist, im Zusammenhang mit Orten aber auch einfach eine Lokalität bezeichnen kann, demnach könnte man mit „Ort der (Göttin) Anat“ übersetzen. Die Septuaginta transkribiert mit Αναθωθ Anathōth, die Vulgata mit Anathoth.

## Erwähnungen im Tanach
- Anatot liegt im Gebiet des Stammes Benjamin und wurde den Leviten übergeben (Jos 21,18 EU, 1 Chr 6,45 EU); nach dem Exil wurde es erneut von Benjaminiten besiedelt (Neh 11,32 EU).
- Der Priester Abjatar wurde von König Salomo nach Anatot verbannt, weil er bei ihm in Ungnade gefallen war (1 Kön 2,26 EU).
- Aus dem Babylonischen Exil kehrten 128 Männer von Anatot zurück (Esr 2,23 EU, Neh 7,27 EU).
- Auch Anatot ist vom nördlichen Feindesansturm betroffen (Jes 10,30 EU).
- Anatot ist die Geburtsstadt des Propheten Jeremia (Jer 1,1 EU; 29,27EU).
- Männer aus Anatot trachteten Jeremia nach dem Leben, wofür sie Gott bestrafen will (Jer 11,21 EU).
- Jeremia kauft in Anatot einen Acker als Zeichenhandlung dafür, dass es wieder eine Zukunft geben wird, in der man Äcker kauft und verkauft (Jer 32,7–9 EU).

## Lokalisierung im heutigen Gebiet
Die Identifikation von Anatot im heutigen Gebiet ist nicht gänzlich geklärt. Es werden folgende Vorschläge gemacht:
- ‘Anātā (Koordinaten: 31° 48′ 49.0″ N 35° 15′ 41.0″ E)
- Rās el-Charrūbe (Koordinaten: 31° 48′ 33″ N, 35° 15′ 29″ E)
- Chirbet Dēr es-Sidd (Koordinaten: 31° 48′ 41″ N, 35° 16′ 33″ E)